# Josef Hogenkamp
Josef „Seppl“ Hogenkamp († 1944) war ein deutscher Fußballspieler.

## Werdegang
Der linke Halbstürmer Josef Hogenkamp begann seine Karriere bei Arminia Bielefeld. Mit der Arminia wurde er 1932 Westfalenpokalsieger und ein Jahr später Westfalenmeister. Beim 4:2-Sieg im Entscheidungsspiel gegen die SpVgg Herten erzielte er zwei Tore. 1934 stieg Hogenkamp mit den Bielefeldern aus der Gauliga Westfalen ab und schaffte vier Jahre später den Wiederaufstieg. Inzwischen zum Mannschaftskapitän aufgestiegen, führte Hogenkamp die Arminia im Jahre 1940 zur Vizemeister der Gauliga Westfalen hinter dem FC Schalke 04. Darüber hinaus wurde er regelmäßig in die Westfalenauswahl berufen. Im Zuge des Zweiten Weltkrieges wechselte der Soldat Hogenkamp im Jahre 1941 zu Eintracht Braunschweig. Mit der Eintracht wurde er sowohl 1943 als auch 1944 Meister der Gauliga Südhannover-Braunschweig und nahm 1944 am Endrundenspiel um die deutsche Meisterschaft gegen Wilhelmshaven 05 teil. Noch im gleichen Jahr verstarb er im Krieg.